# 鳞秕油果樟
鳞秕油果樟（学名：Syndiclis furfuracea）为樟科油果樟属下的一个种。